# العلاقات المجرية الليبية
العلاقات المجرية الليبية هي العلاقات الثنائية التي تجمع بين المجر وليبيا.

## مقارنة بين البلدين
هذه مقارنة عامة ومرجعية للدولتين:
| وجه المقارنة                                              | المجر                                                       | ليبيا                                       |
| --------------------------------------------------------- | ----------------------------------------------------------- | ------------------------------------------- |
| المساحة (كم2)                                             | 93.04 ألف                                                   | 1.76 مليون                                  |
| عدد السكان (نسمة)                                         | 9.78 مليون                                                  | 6.37 مليون                                  |
| الكثافة السكانية (ن./كم²)                                 | 105.12                                                      | 3.62                                        |
| العاصمة                                                   | بودابست                                                     | طرابلس                                      |
| اللغة الرسمية                                             | لغة مجرية                                                   | اللغة العربية، اللغة العربية الفصحى الحديثة |
| العملة                                                    | فورنت مجري                                                  | دينار ليبي                                  |
| الناتج المحلي الإجمالي (بليون دولار)                      | 139.14 مليار                                                | 50.98 مليار                                 |
| الناتج المحلي الإجمالي (تعادل القوة الشرائية) بليون دولار | 260.42 مليار                                                | 69.32 مليار                                 |
| الناتج المحلي الإجمالي الاسمي للفرد دولار أمريكي          | 12.36 ألف                                                   |                                             |
| الناتج المحلي الإجمالي للفرد دولار أمريكي                 | 25.07 ألف                                                   | 15.60 ألف                                   |
| مؤشر التنمية البشرية                                      | 0.828                                                       | 0.724                                       |
| رمز المكالمات الدولي                                      | +36                                                         | +218                                        |
| رمز الإنترنت                                              | .hu                                                         | .ly                                         |
| المنطقة الزمنية                                           | ت ع م+01:00، ت ع م+02:00، أوروبا/بودابست ‏، توقيت وسط أوروبا | ت ع م+02:00، توقيت شرق أوروبا               |

## منظمات دولية مشتركة
يشترك البلدان في عضوية مجموعة من المنظمات الدولية، منها:
| علم المنظمة | اسم المنظمة                        | تاريخ انضمام المجر | تاريخ انضمام ليبيا |
| ----------- | ---------------------------------- | ------------------ | ------------------ |
|             | مؤسسة التنمية الدولية              | 29 أبريل 1985      | 1 أغسطس 1961       |
|             | يونسكو                             | 14 سبتمبر 1948     | 27 يونيو 1953      |
|             | وكالة ضمان الاستثمار متعدد الأطراف | 21 أبريل 1988      | 5 أبريل 1993       |
|             | الأمم المتحدة                      | 14 ديسمبر 1955     | 14 ديسمبر 1955     |
|             | الاتحاد البريدي العالمي            | ?                  | ?                  |
|             | البنك الدولي للإنشاء والتعمير      | 7 يوليو 1982       | 17 سبتمبر 1958     |
|             | الاتحاد الدولي للاتصالات           | 1866               | 3 فبراير 1953      |
|             | منظمة حظر الأسلحة الكيميائية       | ?                  | ?                  |
|             | مؤسسة التمويل الدولية              | 29 أبريل 1985      | 18 سبتمبر 1958     |
|             | منظمة الشرطة الجنائية الدولية      | ?                  | ?                  |

## أعلام
هذه قائمة لبعض الشخصيات التي تربطها علاقات بالبلدين:
- الساعدي القذافي (ابن الثالث للقائد الليبي السابق معمر القذافي، 25 مايو 1973 – )
- المعتصم القذافي (18 ديسمبر 1974 – 20 أكتوبر 2011)
- خميس القذافي (ضابط ليبي، 27 مايو 1983 – 29 أغسطس 2011)
- سيف الإسلام القذافي (25 يونيو 1972 – )
- سيف العرب القذافي (سياسي ليبي، 21 يوليو 1982 – 30 أبريل 2011)
- صفية فركاش (ممرضة ليبية، 1952 – )
- عائشة القذافي (25 ديسمبر 1976 – )
- هانيبال القذافي (الأبن الرابع للرئيس الليبي معمر القذافي، 20 سبتمبر 1975 – )

## وصلات خارجية
- موقع وزارة الخارجية المجرية
- موقع وزارة الخارجية الليبية